# Anastrophe (Soziologie)
Unter einer Anastrophe (griechisch Αναστροφή = Kehrtwende, aus aná = um, hinauf und stréphein wenden) versteht man in der Soziologie (Walter L. Bühl, Dieter Claessens) den Gegenbegriff zur „Katastrophe“: eine umfassende oder lokale Wendung zum Besseren.
Beispiele hierfür seien:
- das Ende des Zweiten Weltkrieges, das in vielen europäischen Ländern bis heute als Feiertag begangen wird
- die Währungsreform 1948 in der Amerikanischen, Englischen und Französischen Besatzungszone in Deutschland